# Mesene epaphus
Mesene epaphus is een vlindersoort uit de familie van de prachtvlinders (Riodinidae), onderfamilie Riodininae.
Mesene epaphus werd in 1780 beschreven door Stoll.